# واردانیدزر
واردانیدزر (به ارمنی: Վարդանիձոր) یک سکونتگاه مسکونی در ارمنستان است که در استان سیونیک واقع شده‌است.  در  کیلومتری جنوب کاپان، مرکز استان سیونیک واقع شده است.

## خصوصیات
واردانیدزر ۲۳٫۰۲ کیلومترمربع مساحت و ۲۹۲ نفر جمعیت دارد و در ارتفاع  متر بالاتر از سطح دریا قرار گرفته است.